# 432-es busz
A 432-es jelzésű autóbusz a budapesti agglomerációban közlekedő helyközi járat, a budapesti Stadion autóbusz-pályaudvart és Bujákot köti össze.

## Megállóhelyei
| 0                                                     | Budapest, Stadion autóbusz-pályaudvar végállomás    | 27 | 1, 1A 73, 75, 77, 80 95, 130, 195 396, 397, 398, 399, 400, 402, 410, 412, 414, 422, 424, 430, 435, 436, 437, 438, 439, 440, 441, 442, 485, 486 1020, 1021, 1024, 1031, 1034, 1037, 1039, 1040, 1044, 1045, 1046, 1049, 1050, 1052, 1053, 1054, 1060, 1063, 1066, 1067, 1068, 1069, 1070, 1075, 1076, 1077, 1078 |
| 1                                                     | Budapest, Kacsóh Pongrác út                         | 26 | 1, 1A, 3, 69 72, 74, 74A, 82 25, 32, 225 396, 397, 398, 399, 402, 412, 414, 422, 424, 434, 435, 436, 437, 438, 439, 442 1020, 1021, 1024, 1031, 1034, 1037, 1039, 1040, 1044, 1045, 1046, 1049, 1050, 1052, 1053, 1054, 1063, 1066, 1067, 1068, 1069, 1076                                                      |
| 2                                                     | Budapest, Szerencs utca                             | 25 | 96, 124, 225, 296, 296A 396, 397, 398, 399, 402, 412, 414, 422, 424, 434, 435, 436, 437, 438, 439, 442 1020, 1021, 1024, 1031, 1034, 1037, 1039, 1040, 1044, 1045, 1046, 1049, 1050, 1052, 1053, 1054, 1063, 1066, 1067, 1068, 1069, 1076                                                                       |
| Budapest közigazgatási határa                         |                                                     |    | |
| 3                                                     | Gödöllő, Idősek Otthona                             | 24 | 402, 412, 422, 442, 450, 451, 452, 453, 454, 455, 464 1052, 1076 |
| 4                                                     | Gödöllő, Széchenyi István utca                      | 23 | 402, 412, 422, 442, 450, 451, 452, 453, 454, 455, 464 1052, 1076 |
| 5                                                     | Gödöllő, Szökőkút                                   | 22 | 317, 324, 402, 412, 422, 442, 446, 447, 448, 450, 451, 452, 453, 454, 455, 464, 466, 470, 471, 472, 473, 474, 475, 476, 477, 478, 479 1052, 1076 |
| 6                                                     | Gödöllő, autóbusz-állomás                           | 21 | 317, 324, 402, 404, 405, 406, 407, 410, 412, 422, 426, 430, 440, 441, 442, 444, 446, 447, 448, 450, 451, 452, 454, 455, 461, 463, 464, 465, 466, 468, 469, 470, 471, 472, 473, 474, 475, 476, 477, 478, 479 1040, 1049, 1052, 1076, 1077, 1078                                                                  |
| A szürke hátterű megállókat csak néhány járat érinti. |                                                     |    | |
| ∫                                                     | Gödöllő, Egyetem                                    | 20 | 402, 404, 405, 406, 407, 410, 412, 422, 426, 430, 461, 463, 468, 469, 470, 471, 472, 474 |
| ∫                                                     | Gödöllő, Máriabesnyő vasúti megállóhely bejárati út | 19 | S80 402, 404, 405, 406, 407, 410, 412, 422, 426, 430, 461, 463, 469, 474 |
| ∫                                                     | Domonyvölgy                                         | 18 | 402, 404, 405, 406, 407, 410, 412, 422, 426, 430, 461 1040, 1049, 1052 |
| ∫                                                     | Bagi elágazás                                       | 17 | 402, 404, 405, 406, 407, 408, 409, 410, 412, 422, 424, 426, 430, 434, 435, 436, 437, 438, 439, 458, 461 1040, 1049, 1052 |
| ∫                                                     | Aszód, Kossuth Lajos utca 2.                        | 16 | 342, 347, 348, 405, 407, 408, 409, 410, 412, 422, 424, 426, 428, 430, 434, 435, 436, 437, 438, 439, 457, 458, 459, 460, 461 1040, 1049, 1052 |
| ∫                                                     | Aszód, Arany János utca                             | 15 | 422, 424, 426, 428, 430, 434, 435, 436, 437, 438, 439, 459 |
| ∫                                                     | Kartal, Bartók Béla út                              | 14 | 422, 424, 426, 428, 430, 434, 435, 436, 437, 438, 439 |
| ∫                                                     | Kartal, posta                                       | 13 | 422, 424, 426, 428, 430, 434, 435, 436, 437, 438, 439 |
| ∫                                                     | Kartal, Szőlő utca                                  | 12 | 422, 424, 426, 428, 430, 434, 435, 436, 437, 438, 439 |
| 7                                                     | Verseg, kállói elágazás                             | 11 | 422, 424, 426, 428, 430, 434, 435, 436, 437, 438, 439 |
| 8                                                     | Héhalom, községháza                                 | 10 | 430, 434, 435, 438, 439 |
| 9                                                     | Héhalom, egyházasdengelegi elágazás                 | 9  | 430, 434, 435, 438, 439 |
| 10                                                    | Pajtapuszta, Tsz. major                             | 8  | 430, 434, 438, 439 |
| 11                                                    | Palotás, Templom tér                                | 7  | 430, 434, 438, 439 |
| 12                                                    | Kisbágyon, autóbusz-váróterem                       | 6  | 434, 435, 436 |
| 13                                                    | Kisbágyon, bujáki elágazás                          | 5  | 434, 435, 436 |
| 14                                                    | Hényelpuszta                                        | 4  | 434 |
| 15                                                    | Buják, fűrészüzem                                   | 3  | 434, 435, 436 |
| 16                                                    | Buják, Újtelep                                      | 2  | 434, 435, 436 |
| 17                                                    | Buják, Cserhátgyöngye                               | 1  | 434, 435, 436 |
| 18                                                    | Buják, iskola végállomás                            | 0  | 434, 435, 436 |